# Université de Liège
Université de Liège är ett statligt universitet i Liège i Vallonien i Belgien som grundades 1817. Det tillhör Belgiens tio främsta universitet. Universitetet rankades på 272:a plats bland världens universitet samt på 7:e plats bland belgiska universitet i QS World University Rankings 2019.
Bland alumnerna finns kända namn som Jean Rey (tidigare ordförande för Europeiska kommissionen), fysiologen Theodor Schwann och de belgiska premiärministrarna Jean-Baptiste Nothomb och Joseph Lebeau.